# Cruiser Mk II
El Cruiser Mk II, cuya designación oficial era Tanque, Crucero, Mk II (A10), fue un tanque de crucero desarrollado en paralelo al tanque de crucero A9 y que había sido planeado con un blindaje más grueso para ser una versión de tanque de infantería. En la práctica, no fue considerado adecuado para el papel de tanque de infantería y se le clasificó como "crucero pesado" 

## Historia y desarrollo
El Cruiser Mk II fue desarrollado en 1934 por Sir John Carden de la Vickers-Armstrongs, adaptando su diseño a partir del A9. La especificación A10 indicaba un blindaje estándar de hasta 25 mm de espesor (el del A9 tenía 14 mm de espesor); una velocidad de 16 km/h era aceptable. Las dos torretas secundarias presentes en el A9 fueron retiradas y se remachó blindaje adicional en el glacis y los lados del casco, así como en todas las facetas de la torreta, ofreciendo aproximadamente el doble de blindaje en la mayoría de áreas. El Cruiser Mk II era dos toneladas más pesado que el Cruiser Mk I, pero empleaba el mismo motor de 150 cv, por lo que su velocidad se redujo de 40 km/h a 26 km/h.
El armamento de la torreta consistía en un cañón QF de 2 libras (40 mm) y una ametralladora coaxial Vickers de 7,70 mm. En el modelo de serie, una ametralladora Besa de 7,92 mm iba montada en una barbeta del casco, a la derecha del conductor. Esta fue añadida para ofrecer una mayor potencia de fuego, pero a expensas de la estandarización - la Vickers y la Besa disparan distintos cartuchos. Tenía una tripulación de cinco (comandante, artillero, cargador, conductor y ametralladorista). El compartimiento del conductor no estaba separado de los compartimientos de combate.
El prototipo A10E1 estuvo listo en 1936, unos meses después del prototipo del A9. Carden había muerto en un accidente aéreo en 1935 y el desarrollo fue más lento de lo que se esperaba. En 1937, el A10 fue descartado como tanque de apoyo a la infantería, pero en 1938 se decidió producir un lote de 75 unidades como un "crucero pesado" provisorio.
El A10 entró en servicio - inicialmente designado como "Tanque, Crucero, Pesado Mk I", después "Tanque, Crucero A10 Mk I" y finalmente "Tanque, Crucero Mk II". Se ordenó su producción en julio de 1938. La producción total fue de 175 unidades, que incluyen las 30 versiones CS (véase debajo); 45 fueron construidos por la Birmingham Railway Carriage and Wagon Company, 45 por la Metro-Cammell y 10 por la Vickers-Armstrongs. A fines de 1939, se hizo otra orden con la Birmingham Railway Carriage & Wagon Company, esta vez para 75 vehículos adicionales. Entró en servicio en diciembre de 1939 y era un tanque bastante raro, había sido concebido para sacrificar la velocidad en favor del blindaje como un tanque de infantería, pero su blindaje seguía siendo bastante delgado y no era eficaz.      

## Historial de combate

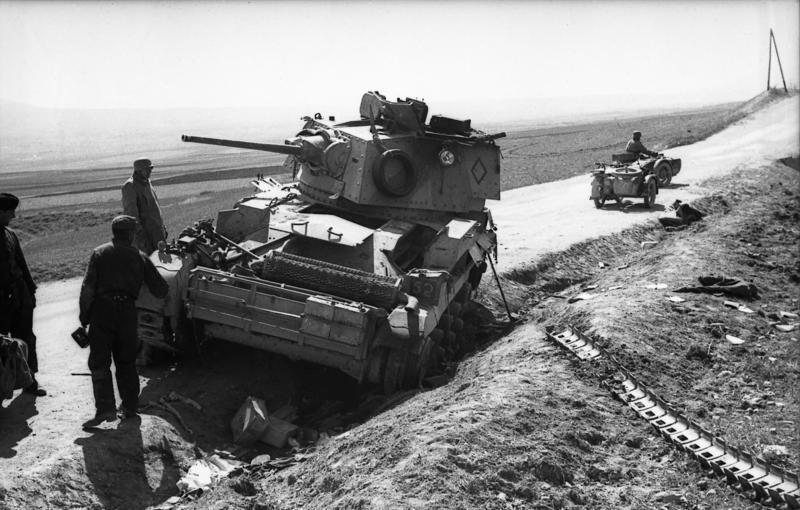
Un Cruiser Mk II inmovilizado después de haber perdido una oruga en Grecia, 1941.

Algunos Cruiser Mk II formaron parte de la Fuerza Expedicionaria Británica (FEB) enviada a Francia en las primeras etapas de la Segunda Guerra Mundial. Su desempeño a campo través fue descrito como pobre, pero siguieron siendo empleados más tarde en el norte de África en el sitio de Tobruk en 1941, donde su fiabilidad y el desempeño de su suspensión en el desierto fueron apreciados. 60 unidades desgastadas fueron llevadas a Grecia por el 3er Real Regimiento de Tanques y aunque se desempeñaron bien contra los tanques alemanes, más del 90% se perdieron por fallas mecánicas antes que por fuego enemigo (principalmente por pérdidas de oruga).

## Variantes
Tanque, Crucero, Mk II (A10 Mk I)
Clasificado como "crucero pesado", 31 fueron enviados a Francia con la 1ª División Blindada, pero tuvieron un pobre desempeño en la Batalla de Francia. Este tanque también fue empleado en la Campaña del norte de África hasta fines de 1941.
Tanque, Crucero, Mk IIA (A10 Mk IA)
La ametralladora coaxial Vickers fue reemplazada con una ametralladora Besa. Se le agregó un albergue blindado para la radio.

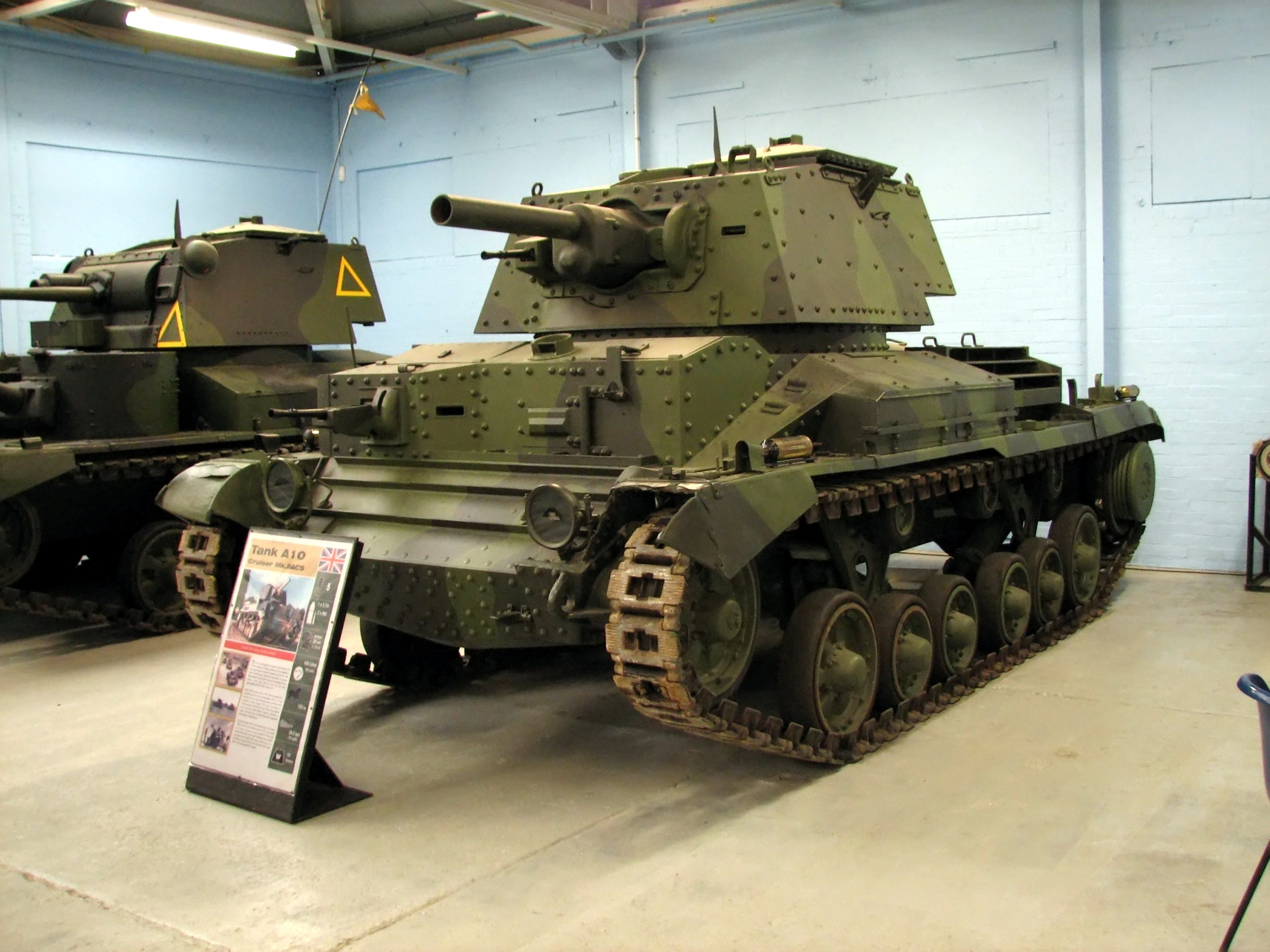
El Cruiser MkIIA CS del Museo de tanques de Bovington.

Tanque, Crucero, Mk IIA CS (A10 Mk IA CS)
La versión CS (acrónimo en inglés de Close Support, apoyo cercano) del Mk II estaba armada con un obús de 94 mm montado en la torreta, en lugar del cañón de 2 libras. Transportaba 40 obuses fumígenos y unos cuantos de alto poder explosivo.
Su armamento principal era un derivado del obús de montaña QF de 3,7 pulgadas de la Primera Guerra Mundial. No tiene relación con el obús QF de 3 pulgadas empleado más tarde en los tanques británicos de la Segunda Guerra Mundial, que a su vez fue reemplazado por el obús QF 95 mm en las últimas versiones de los tanques de infantería Churchill y en todas las versiones CS de los tanques de crucero Centaur y Cromwell. La doctrina militar británica de la época era emplear al tanque CS para crear cortinas de humo en los avances y retiradas, por lo tanto transportaba más obuses fumígenos que de alto poder explosivo.

## Vehículos similares
El tanque Valentine empleaba la misma suspensión y transmisión del Cruiser Mk II, pero el blindaje de su casco y su torreta era más grueso.